# Emma Adler
Emma Adler, z domu Braun, pseudonim Marion Lorm i Helene Erdmann (ur. 20 maja 1858 w Debreczynie, zm. 23 lutego 1935 w Zurychu) – austriacka fin de siècle dziennikarka, pisarka, tłumaczka, działaczka polityczna. 

## Życiorys
Adler urodziła się w Debreczynie na Węgrzech, gdzie jej ojciec Ignaz był przedsiębiorcą kolejowym Braun. Miała pięciu braci, najstarszy Heinrich Braun (1854–1927) był pisarzem, najmłodszy Adolf Braun (1862–1929) dziennikarzem i politykiem. W 1878 roku poznała Victora Adlera, lekarza i polityka, założyciela ruchu socjaldemokratycznego w Austro-Węgrzech, z którego inicjatywy powstała Socjaldemokratyczna Partia Austrii. Pobrali się w tym samym roku i mieli troje dzieci: Friedricha (1878-1960), Marie (ur. 1881), Karla (ur. 1885). 
Emma znana jest z dzieł literackich, powieści historycznych, tłumaczeń, a także korespondencji z Karlem Kautskim. Była socjalistką i wraz z innymi pisarkami tamtych czasów, takimi jak: Hedwig Dohm, Bertha Pappenheim i Hedwig Lachmann, łączyła działalność polityczną z twórczością artystyczną. Adler była wydawcą Arbeiterinnen-Zeitung.

## Wybrana twórczość

### Proza i publicystyka
- Goethe und Frau v. Stein, 18871897.
- Die berühmten Frauen der französischen Revolution 1789–1795, 1906
- Jane Welsh Carlyle: eine Biographie, 1907
- Feierabend. Ein Buch für die Jugend, 1902
- Neues Buch der Jugend, 1912
- Kochschule, 1915

### Tłumaczenia
- Choderlos de Laclos: Gefährliche Liebschaften, pod pseudonimem Marion Lorm, 1899